# Palapye

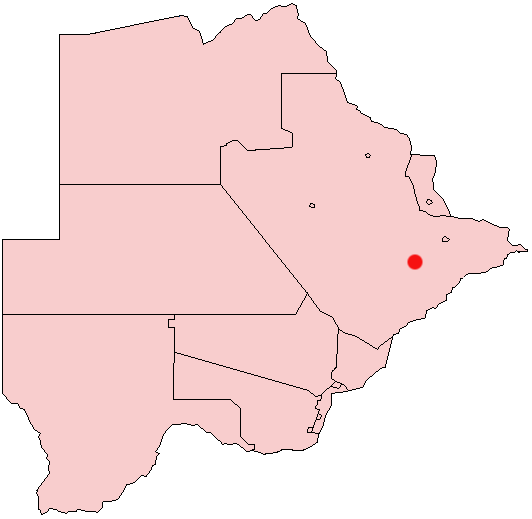
Lokalizacja Palapye

Palapye – miasto w Botswanie (Dystrykt Central); 33 tys. mieszkańców (2006). Przemysł spożywczy, chemiczny.